# Möwensee
Der Möwensee ist ein durch Kiesabbau entstandener See im Südosten der Stadt Nordhausen am Harz. Gemeinsam mit Forellensee, Tauchersee, Bielener See und Sundhäuser See bildet der Möwensee eine Seenlandschaft.
Seine Länge beträgt 1,2 Kilometer und seine maximale Breite 700 Meter. Die maximale Tiefe liegt bei 46 m.

## Nutzung
Die Kiesvorkommen wurden durch die sogenannte Eimer-Fördertechnik gehoben, was zu außergewöhnlichen Unterwasserformationen führte. Durch die geringe Verschmutzung des Wassers ist der Möwensee ein optimales Tauchgewässer. Das Taucherlebnis wird durch noch im See befindliche Fördergeräte optimiert.
Die Fauna besteht hauptsächlich aus Flussbarschen, aber auch aus anderen Süßwasserfischen.